# Krasocin (gemeente)
De gemeente Krasocin is een landgemeente in het Poolse woiwodschap Święty Krzyż, in powiat Włoszczowski.
De zetel van de gemeente is in Krasocin.
Op 30 juni 2004 telde de gemeente 10 804 inwoners.

## Oppervlakte gegevens
In 2002 bedroeg de totale oppervlakte van gemeente Krasocin 193,89 km², waarvan:
- agrarisch gebied: 51%
- bossen: 40%

De gemeente beslaat 21,39% van de totale oppervlakte van de powiat.

## Demografie
Stand op 30 juni 2004:
| Omschrijving                   | Totaal | Totaal | Vrouwen | Vrouwen | Mannen | Mannen |
| ------------------------------ | ------ | ------ | ------- | ------- | ------ | ------ |
| eenheid                        | aantal | %      | aantal  | %       | aantal | %      |
| inwoners                       | 10 804 | 100    | 5368    | 49,7    | 5436   | 50,3   |
| bevolkingsdichtheid (inw./km²) | 55,7   | 55,7   | 27,7    | 27,7    | 28     | 28     |

In 2002 bedroeg het gemiddelde inkomen per inwoner 1342,81 zł.

## Plaatsen
Belina, Borowiec, Brygidów, Bukowa, Chałupki, Chotów, Cieśle, Czostków, Dąbrówka, Dąbrówki, Gruszczyn, Huta Stara, Jakubów, Karolinów, Kozia Wieś, Krasocin, Lipia Góra, Lipie, Ludynia, Mieczyn, Niwiska Gruszczyńskie, Niwiska Krasocińskie, Nowy Dwór, Ogrojce, Oleszno, Ostra Górka, Ostrów, Podlesko, Porąbki, Rogalów, Rudnik, Skorków, Stojewsko, Sułków, Świdno, Wielkopole, Wojciechów, Wola Świdzińska, Występy, Zabrody, Żeleźnica.

## Aangrenzende gemeenten
Kluczewsko, Łopuszno, Małogoszcz, Przedbórz, Słupia, Włoszczowa